# Kei Chinen
Kei Chinen (知念 慶 Chinen Kei?, Okinawa, 17 de marzo de 1995) es un futbolista japonés que juega como delantero en el Kashima Antlers de la J1 League.

## Trayectoria

### Clubes
| Club                  | País  | Año       |
| --------------------- | ----- | --------- |
| Kawasaki Frontale     | Japón | 2017-2022 |
| Oita Trinita (cedido) | Japón | 2020      |
| Kashima Antlers       | Japón | 2023-     |

## Palmarés

### Títulos nacionales
| Título             | Club              | País  | Año  |
| ------------------ | ----------------- | ----- | ---- |
| J1 League          | Kawasaki Frontale | Japón | 2017 |
| J1 League          | Kawasaki Frontale | Japón | 2018 |
| Supercopa de Japón | Kawasaki Frontale | Japón | 2019 |
| Copa J. League     | Kawasaki Frontale | Japón | 2019 |
| Supercopa de Japón | Kawasaki Frontale | Japón | 2021 |
| J1 League          | Kawasaki Frontale | Japón | 2021 |